# American Gothic (film)
American Gothic è un film del 1988 diretto da John Hough.
Pellicola horror con protagonisti Rod Steiger e Yvonne De Carlo.

## Trama
Tre coppie di turisti partite per trascorrere un rilassante week-end sono costrette a far atterrare forzatamente il proprio aereo su un'isoletta apparentemente disabitata al largo di Seattle. Qui fanno subito la conoscenza di una famiglia di contadini che si offre per ospitarli.
Il loro breve soggiorno, però, diventa in poco tempo una sorta di incubo poiché vengono a scoprire che i due vecchi contadini, nemici giurati di qualsiasi prodotto della modernità, hanno tre figli (Fannie, Woody e Teddy) che, pur essendo di una certa età, sono rimasti con l'intelletto a un livello infantile.
La presunta mancanza di regole morali che il vecchio patriarca riconosce ai visitatori basta a far scatenare l'ira della piccola comunità agreste contro la minaccia di Satana.
I tre ragazzi idioti, così, scelgono di impegnarsi al massimo per eliminare il "male" dalla loro isola. Alla fine della carneficina, l'unica sopravvissuta sarà Cynthia, appena dimessa da un ospedale psichiatrico.

## Curiosità
American Gothic è un film ispirato al dipinto di Grant Wood che riporta lo stesso titolo. Il quadro raffigura due cupi agricoltori statunitensi (padre e figlia), dove l'uomo viene ritratto con un forcone in mano; il motivo grafico è stato ripreso per il manifesto del film.